# REO Speedwagon (album)
| Recensione              | Giudizio      |
| ----------------------- | ------------- |
| AllMusic                | [ 1 ]         |
| Sputnikmusic            | 5.0 (Classic) |
| Dizionario del Pop-Rock | [ 3 ]         |

REO Speedwagon è l'album discografico di debutto della rock band statunitense REO Speedwagon, pubblicato dalla casa discografica Epic Records nell'ottobre del 1971.
Il brano contenuto nell'album: Sophisticated Lady si classificò al centoventiduesimo posto (04 marzo 1972) della Chart Billboard riservata ai singoli .

## Tracce
Lato A
Testi e musiche di REO Speedwagon.
1. Gypsy Woman's Passion – 5:17
2. 157 Riverside Avenue – 3:57
3. Anti-Establishment Man – 5:21
4. Lay Me Down – 3:51

Lato B
Testi e musiche di REO Speedwagon.
1. Sophisticated Lady – 4:00
2. Five Men Were Killed Today – 3:00
3. Prison Women – 2:36
4. Dead at Last – 10:08

## Formazione
- Terry Luttrell - voce solista
- Gary Richrath - chitarra
- Neal Doughty - tastiere
- Gregg Philbin - basso
- Alan Gratzer - batteria

Ospiti
- André Borly - ondes martenot (brano: Five Men Killed Today)
- Freedom Soul Singers - accompagnamento vocale, cori (brano: Dead at Last)

Note aggiuntive
- Paul Leka e Billy Rose II - produttori (per la Connecticut Recording Studios, Inc.)
- Registrazioni effettuate al Connecticut Recording Studios, Inc. di Bridgeport, Connecticut (Stati Uniti) (eccetto i brani: Lay Me Down e Prison Women)
- Brani: Lay Me Down e Prison Women, registrati al Columbia Recording Studios di Chicago, Illinois (Stati Uniti)
- Billy Rose II - ingegnere delle registrazioni (Connecticut Recording Studios, Inc.)
- Bill Thompson e Edwin Stryszak - ingegneri delle registrazioni (Columbia Recording Studios)
- Wayne Tarnowski e Tim Geelan - ingegneri del remixaggio
- Jack Ashkinazy - remixaggio, ingegnere mastering
- Arnie White - fotografie
- James Cook - design copertina
- Ringraziamento speciale a: Tom Werman, Spider Lawler, Captain Billy Landrus, Dan Fogelberg
- Questo disco è dedicato a Irving Azoff[8]